# Thira (Gemeindebezirk)
Der Gemeindebezirk Thira (griechisch Δημοτική Ενότητα Θήρας Dimotikí Enótita Thíras) ist seit 2011 einer von zwei Gemeindebezirken der Gemeinde Thira auf der griechischen Insel Santorin. Er ging aus der ehemaligen Gemeinde hervor und gliedert sich in zwölf Dimotikes Kinotites.

## Gliederung
Der Gemeindebezirk Thira ging im Rahmen der Verwaltungsreform 2010 aus der gleichnamigen seit 1997 bestehenden Gemeinde hervor. Diese wurde durch den Zusammenschluss von damals zwölf Landgemeinden nach der Gemeindereform gebildet.
| Dimotiki Kinotita | griechischer Name                   | Code     | Fläche (km²) | Einwohner 2001 | Einwohner 2011 | Einwohner 2021 | Dörfer und Siedlungen |
| ----------------- | ----------------------------------- | -------- | ------------ | -------------- | -------------- | -------------- | --- |
| Thira             | Δημοτική Κοινότητα Θήρας            | 60010101 | 11,818       | 2.291          | 1.857          | 1.516          | Fira, Exo Gialos, Exo Katikies, Mesa Katikies, Ormos Firon, Nea Kameni, Palea Kameni, Aspronisi, Anydros, Askania, Eschati, Christiani |
| Akrotiri          | Δημοτική Κοινότητα Ακρωτηρίου       | 60010102 | 06,849       | 0450           | 0489           | 0515           | Akrotiri, Agios Nikolaos, Faros, Mesa Chorio                                                                                           |
| Vothon            | Δημοτική Κοινότητα Βόθωνος          | 60010103 | 02,813       | 0671           | 0756           | 0872           | Vothonas, Agia Paraskevi |
| Vourvoulos        | Δημοτική Κοινότητα Βουρβούλου       | 60010104 | 04,122       | 0475           | 0535           | 0591           | Vourvoulos |
| Emborio           | Δημοτική Κοινότητα Εμπορείου        | 60010105 | 10,962       | 2.465          | 3.085          | 3.704          | Emborio, Agios Georgios, Exomytis, Perissa                                                                                             |
| Exo Gonia         | Δημοτική Κοινότητα Έξω Γωνιάς       | 60010106 | 03,158       | 0375           | 0395           | 0302           | Exo Gonia, Perivolia |
| Episkopi Gonias   | Δημοτική Κοινότητα Επισκοπής Γωνιάς | 60010107 | 05,113       | 1.430          | 1.462          | 1.252          | Episkopi Gonias, Kamari |
| Imerovigli        | Δημοτική Κοινότητα Ημεροβιγλίου     | 60010108 | 04,366       | 0503           | 0535           | 0469           | Imerovigli, Panagia Kalou |
| Karterados        | Δημοτική Κοινότητα Καρτεράδου       | 60010109 | 03,528       | 1.108          | 1.293          | 1.444          | Karterados, Exo Gialos |
| Megalochori       | Δημοτική Κοινότητα Μεγαλοχωρίου     | 60010110 | 06,483       | 0460           | 0594           | 0642           | Megalochori |
| Mesaria           | Δημοτική Κοινότητα Μεσαριάς         | 60010111 | 06,076       | 1.480          | 2.092          | 2.008          | Messaria, Monolithos |
| Pyrgos Kallistis  | Δημοτική Κοινότητα Πύργου Καλλίστης | 60010112 | 05,873       | 0732           | 0912           | 1.078          | Pyrgos Kallistis, Moni Profitou Iliou, Ormos Athinios                                                                                  |
| Gesamt            | Gesamt                              | 600101   | 71,161       | 12.440         | 14.005         | 14.393         | |